# Leopoldo José Brenes Solórzano
Leopoldo José Brenes Solórzano (viết gọn:Leopoldo Brenes; Sinh 1949) là một Hồng y người Nicaragua của Giáo hội Công giáo Rôma. Ông hiện đang giữ chức vị Tổng giám mục Tổng giáo phận Managua và Chủ tịch Hội đồng Giám mục Nicaragua. Trước đây, ông còn đảm nhiệm vị trí Chủ tịch Liên Hội đồng Giám mục Trung Mỹ và Panama.

## Tiểu sử
Hồng y Solórzano sinh ngày 7 tháng 3 năm 1949 tại Ticuantepe, Nicaragua. Sau quá trình tu học, ngày 16 tháng 8 nắm 1974, ông được phong chức linh mục, bởi Tổng giám mục Miguel Obando Bravo, S.D.B., Tổng giám mục Tổng giáo phận Managua]].
Ngày 13 tháng 2 năm 1988, Tòa Thánh loan tin bổ nhiệm lunh mục Solórzano làm Giám mục Phụ tá Tổng giáo phận Manuague. Lễ tấn phong cho tân giám mục được cử hành ngày 19 tháng 3 năm 1988, bởi các thừa tác viên chủ sự nghi lễ gồm: Hồng y Miguel Cardinal Obando Bravo, S.D.B., Tổng giám mục Manague là chủ phong. Hai vị phụ phong gồm có Paolo Giglio, Sứ thần Tòa Thánh tại Nicarague và Tổng giám mục Arturo Rivera Damas, S.D.B từ Tổng giáo phận San Salvador. Tân giám mục chọn khẩu hiệu:Tú me has enviado.
Ngày 2 tháng 11 năm 1991, Tòa Thánh thuyên chuyển Giám mục Solórzano làm Giám mục chính tòa Giáo phận Matagalpa. Ngày 1 tháng 4 năm 2005, Tòa Thánh thăng Giám mục Solórzano làm Tổng giám mục Manague. Từ tháng 11 năm 2005 đến năm 2011, ông là Chủ tịch Hội đồng Giám mục Nicarague. Sau đó, ông đắc cử vị trí Chủ tịch liên Hội đồng Giám mục Trung Mỹ và Panama và giữ chức này đến tháng 11 năm 2012.
Trong Công nghị Hồng y 2014 ngày 22 tháng 2, Giáo hoàng Phanxicô vinh thăng Tổng giám mục Solórzano tước vị Hồng y Nhà thờ San Gioacchino ai Prati di Castello. Ông đã đến nhận nhà thờ hiệu tòa của mình vào ngày 5 tháng 10 cùng năm. Ngày 18 tháng 11 năm 2014, Hồng y Solórzano tái đắc cử vị trí Chủ tịch Hội đồng Giám mục Nicaragua.